# 서울 청련사 칠성도
서울 청련사 칠성도(서울 淸蓮寺 七星圖)는 서울특별시 동작구 대방동에 있는 칠성도이다. 2009년 8월 13일 서울특별시의 문화재자료 제50호로 지정되었다.

## 지정사유
서울시 동작구 대방동 3-8번지에 위치한 청련사는 창건관련 기록이나 유물은 전하지 않으나 불화의 조성기록과 자료조사 결과 1910년대부터는 현위치에 존재했을 것으로 추정된다. 이 불화는 북두칠성을 의인화하여 묘사한 칠성도인데 이러한 칠성도는 북극성을 여래화한 치성광여래와 함께 재앙을 물리치고 질병을 다스리며 득남을 기원하는 신앙의 대상이 되었다. 이 칠성도는 중앙의 치성광여래를 중심으로 권속들을 상, 중, 하단으로 나누어 일렬로 배열하였는데 권속은 일광보살과 월광보살, 칠여래와 칠원성군, 자미대제와 대상노군 등이 자리하고 있다. 주조색은 녹색, 적색, 청색, 흰색 등인데, 담채처럼 엷게 칠한 물감에 붓자국 같은 얼룩이 전면에 나타나있다. 신광(身光)과 관(冠), 홀 등 지물(持物)에 금으로 장식하였다.
화기에 기록된 시주자가 청련암 아미타불도 및 수월관음도 시주자들과 중복되는 것으로 보아, 이 불화는 1914년에 아미타불도 및 관음보살도 등과 함께 화승 세선과 태호에 의해 동시에 조성된 것임을 알 수 있다.
화기는 다음과 같다.
<화기>

施主記 京城府龍山面麻浦居住 乾命辛未生

金溶夏 坤命丁丑生李氏 兩位 長子戊申生

金壽岩 童子甲寅生金先童 童子甲寅生金

俊童 女息辛丑生阿只 乾命乙亥生具然春

坤命丙子生尹氏 兩位 童子庚戌生具斗成

引勸大施主記 淸信女壬子生千氏萬行花

淸信女庚戌生馬氏大慈花 坤命戊午生柳氏

長子甲申生崔順吉 坤命乙未生李氏 兩位

淸信女己未生金氏金花蓮 各各䓁保軆 心

中所願成就大願

緣花所記 證明比丘 金魚世禪 比丘泰湖 鍾

頭比丘元日 都監比丘應眞 別座比丘南根

供司童子安廣碩 化主比丘晶和 來往助朴

圭永 童子朴寶鳳 乾命戊午生金璟熙 長子

辛巳生金教昕 始興郡三聖山淸蓮庵 大正

三年陰至月三十日

이 불화는 질서정연한 3단구도와 비교적 화면이 어둡지만 금이 많이 사용되었고, 얼굴의 이목구비 등 각 세부묘사와 형태, 구도, 필선, 채색, 장식 등에서 20세기 초 칠성도의 불화양식을 잘 살리고 있으므로 서울시 문화재자료로 지정한다.

## 참고 문헌
- 청련사 칠성도 - 국가유산청 국가유산포털